# Alberto Curamil
Alberto Pascual Curamil Millanao (1974) és un líder maputxe que porta el títol tradicional de lonco («líder»). Ha tingut una destacada participació en l'activisme per la protecció del medi ambient a la zona sud de Xile. Va ser guardonat el 2019 amb el Premi Mediambiental Goldman considerat el «Nobel ambiental» o el «Nobel verd». Segons va destacar el jurat, se li atorgà el guardó per una meritòria activitat en la qual «superant persecució i atacs violents en contra seva, va unir els xilens per impedir la construcció de dos projectes hidroelèctrics i protegir un riu sagrat».
El 14 d'agost de 2018, Curamil fou arrestat i passà quinze mesos en presó preventiva, acusat per una trucada anònima de participar en l'assalt a un banc, fet del qual finalment fou absolt tot i que la fiscalia demanava cinquanta anys de presó. Per aquest motiu, no pogué concórrer a la cerimònia de lliurament del premi a San Francisco i el recollí la seva filla Belén Curamil i un dirigent maputxe en representació seva.

## Context i trajectòria
El lonco Alberto Curamil és portaveu de l'organització Aliança Territorial Maputxe, dedicada a la protecció dels rius i els boscos natius de la regió de l'Araucania. També és membre i representant del Lof Radalko de Curacautín i és un reconegut activista de la recuperació d'espais i pràctiques ancestrals, així com de la preservació de l'idioma natiu mapudungun.
El Ministeri d'Energia de Xile va anunciar entre 2010 i 2015 la realització de desenes de grans projectes hidroelèctrics als rius de l'Araucania. Emmarcats en aquest pla de suposat desenvolupament energètic, dues empreses privades d'energia (SwissHydro i Agrisol) planejaven construir, amb el suport del govern xilè, dues centrals hidroelèctriques de gran envergadura (Alt Cautín i Doña Alicia) als llits del riu Cautín, localitzat en ple territori maputxe i sense el consentiment de les comunitats.
La defensa del curs natural de l'aigua en aquest «riu sagrat» pels maputxes, així com dels seus ecosistemes i llits fluvials, es va convertir en el centre de l'activitat del lonco Curamil.
El primer arrest de Curamil fou el 2014, quan va ser detingut pels carabiners al costat d'altres dos líders maputxes enmig d'una protesta, acusats de pertorbar la pau i causar disturbis públics. Segons va assenyalar la premsa, tant ell com la seva esposa embarassada van ser copejats violentament per la policia.
El maig de 2016, el moviment encapçalat per Curamil va vèncer i l'Agència de Serveis Ambientals va cancel·lar el projecte hidroelèctric Alt Cautín i, el desembre del mateix any, el Tercer Tribunal Ambiental va resoldre la detenció del projecte hidroelèctric Doña Alicia subratllant la falta de consulta als maputxes i la manca d'una avaluació precisa dels impactes ambientals del projecte.
Dos anys més tard, l'agost de 2018, la policia va tornar a arrestar Alberto Curamil, juntament amb el werkén («conseller») Álvaro Millalén, per presumptes delictes relacionats amb un assalt. El maig de 2019, ambdós dirigents maputxes foren jutjats i acusats d'haver realitzat un assalt a la caixa de compensació Los Héroes de Galvarino l'abril de 2018, per la qual cosa fou confinat a la presó de Temuco. Els dirigents maputxes, a través dels seus propis mitjans de comunicació, van qualificar aquesta detenció i la vinculació amb l'assalt com «un matusser muntatge de la policia» i van anunciar que demostrarien en el judici que Curamil i Millalén es trobaven a una altra ciutat el dia dels fets.
A l'abril de 2020 va tornar a ser detingut, aquesta vegada després de negar-se a aturar davant d'un punt de control policial instal·lat amb finalitats de prevenció de la crisi sanitària. A l'incident, registrat en vídeo, Curamil va fer avançar la seva camioneta posant en perill al policia que es trobava davant i desobeint les instruccions de fer marxar enrere.
| «                 | Els estats permeten que les empreses puguin destruir tot un ecosistema i sobre empresonen i criminalitzen a tot tipus de moviment i pobles que es posen en peu. Molts d'ells són assassinats. | » |
| — Alberto Curamil | |   |